# Ästhetische Medizin
Die ästhetische Medizin ist ein Bereich der Medizin, der sich mit der Verbesserung des äußeren Erscheinungsbilds und der Korrektur von kosmetischen Unregelmäßigkeiten befasst. Sie umfasst eine Vielzahl von medizinischen Verfahren und Behandlungen, die darauf abzielen, die körperliche Erscheinung zu verschönern und das Selbstwertgefühl der Patienten zu steigern. Der Begriff ästhetische Medizin ist oft synonym mit ästhetischer Chirurgie oder kosmetischer Chirurgie, obwohl er auch nicht-chirurgische Verfahren wie Injektionen, Lasertherapien und Hautpflege umfasst.

## Geschichte
Die Wurzeln der ästhetischen Medizin lassen sich bis in die Antike zurückverfolgen, wo bereits verschiedene Methoden zur Verschönerung des Aussehens angewandt wurden. Im Laufe der Zeit haben sich die Techniken und Behandlungen weiterentwickelt, wobei insbesondere im 20. Jahrhundert bedeutende Fortschritte erzielt wurden. Die Einführung neuer Technologien und die Verfeinerung chirurgischer Verfahren (Schönheitsoperation) haben die ästhetische Medizin zu einem weit verbreiteten und zugänglichen Bereich der Medizin gemacht.

## Behandlungen und Verfahren
Die ästhetische Medizin bietet eine Vielzahl von Behandlungen und Verfahren zur Verbesserung des äußeren Erscheinungsbilds. Dazu gehören:
- Chirurgische Eingriffe wie Facelifts, Brustvergrößerungen, Liposuktion und Rhinoplastik
- Nicht-chirurgische Verfahren wie Botox-Injektionen, Filler-Injektionen, Laser-Hautbehandlungen, chemische Peelings und Mikrodermabrasion
- Ästhetische Zahnheilkunde wie Zahnaufhellung, Veneers und Zahnkorrekturen.

Die Wahl der geeigneten Behandlung hängt von den individuellen Bedürfnissen und Zielen des Patienten ab, sowie von Faktoren wie Alter, Hauttyp und Gesundheitszustand.

## Risiken und Sicherheit
Obwohl viele ästhetische Behandlungen als sicher gelten, birgt jede medizinische Intervention potenzielle Risiken und Komplikationen. Zu den häufigsten Risiken gehören Infektionen, Blutergüsse, Schwellungen, Narbenbildung und unerwünschte Ergebnisse. Um das Risiko von Komplikationen zu minimieren, ist es entscheidend, dass ästhetische Eingriffe von qualifizierten und erfahrenen Fachleuten durchgeführt werden.

## Ethik und Selbstbild
Die ästhetische Medizin wirft auch ethische Fragen auf, insbesondere in Bezug auf Schönheitsideale, Körperbild und Selbstwertgefühl. Einige Kritiker argumentieren, dass die zunehmende Verfügbarkeit ästhetischer Behandlungen zu unrealistischen Schönheitsstandards führen und das Selbstbild der Menschen negativ beeinflussen könnte. Auf der anderen Seite betonen Befürworter, dass ästhetische Eingriffe dazu beitragen können, das Selbstbewusstsein und das psychische Wohlbefinden zu verbessern, insbesondere bei Menschen, die unter körperlichen Unregelmäßigkeiten oder altersbedingten Veränderungen leiden.